# 熱血高校ドッジボール部 PCサッカー編
『熱血高校ドッジボール部 PCサッカー編』（ねっけつこうこうドッジボールぶぴーしーサッカーへん）は、ナグザットより1992年4月3日に発売されたPCエンジン用ゲームソフト（HuCARD）。ファミリーコンピュータ用『熱血高校ドッジボール部 サッカー編』の移植版である。
なお本項では、1991年12月20日に発売された、PCエンジンSUPER CD-ROM²システム専用CD-ROM『熱血高校ドッジボール部 CDサッカー編』（ねっけつこうこうドッジボールぶしーでぃーサッカーへん）についても併せて記述する。

## PCサッカー編

### ゲーム内容

#### ファミリーコンピュータ版からの変更点
概要については、FC版『熱血高校ドッジボール部 サッカー編』の項を参照。だが、PCエンジンオリジナルの要素として変更がいくつか加えられている。
- マルチタップ接続により、最大4人までの同時対戦プレイが可能になっている。1P+2P VS 3P や、1P+2P VS 3P+4P の形での対戦ができる。
- 対コンピュータ戦はFC版が12校なのに対し、PCサッカー編は13校と対戦して優勝を争う形になっている。決勝にオリジナルの高校が追加されている。
- PCエンジンのグラフィック性能のため、FC版とは比較にならないほどリアルで美しい画面でプレイできるようになっている。
- 反面、PCエンジンの性能上、対戦プレイでは熱血高校を入れても5校しか使うことができない。FC版では熱血高校も含めた全13校が使用可能であった。
- シナリオ（対コンピュータ戦）のパスワードはFC版とは違った物が使われており、該当する高校のイメージに合った語呂合わせになっている。

#### 必殺シュートの変更点
- 一定歩数ドリブルした直後、IIボタンでドリブル中に必殺シュート。地面すれすれで必殺シュートが飛ぶ。ただし、FC版とは歩数が変更されている。
- 熱血高校ではこうじ、ひろし、たかし、げんえいは2歩分、その他のメンバーは4歩分ドリブルした直後にシュートすれば、必殺シュートになる。
- 対戦プレイで使える熱血高校以外の高校は以下の通りである。また、これらの高校も歩数が変更されている。
  - 七福学園高校（第2試合）…2歩
  - 死愚魔高校（第3試合）…2歩
  - 一本釣水産高校（第7試合）…4歩
  - 服部学園（第11試合）…5.5歩
- オーバーヘッドキックならびにヘディングでの必殺シュートは、FC版と同一である。

#### PCサッカー編オリジナルの相手チーム
第13試合（決勝戦）：種子島宇宙高校…宇宙工学や応用力学を専攻している高校で、生徒は普段は白衣を身にまとっている。ハーフタイムも、ロケットエンジンの試作品を開発している。必殺技コスモ流星シュートを撃ってくるが、破壊力はそれほど強くはなく、「たかし」でも止められる。また、フィールドプレイヤーも打たれ弱く、ボールの奪い合いにも強くない。が、鉄壁ともいうべきキーパーの守備力が最大の特徴で、ありとあらゆる必殺シュートをことごとく止めてしまう。PCサッカー編では、「げんえい」の復帰第2戦となる（FC版では四満忠実業高校戦1試合だけだった）。エンディングではロケットの打ち上げ実験を成功させ、最後を飾っている。
- いとがわ はかせ

### スタッフ
- プログラム：宮串英明、松田康
- グラフィック：井伊誠、AKKO-CHAN
- サウンド：西川浩史
- ディレクター：豊嶋真人
- アシスタント・ディレクター：井上一彦
- スペシャル・サンクス：熊谷慎太郎、岸本良久、関本弘之

### 評価
ゲーム誌『PC Engine FAN』の読者投票による「ゲーム通信簿」での評価は以下の通りとなっており、20.04点（満30点）となっている。また、この得点はPCエンジン全ソフトの中で330位（485本中、1993年時点）となっている。
| 項目 | キャラクタ | 音楽 | 操作性 | 熱中度 | お買得度 | オリジナリティ | 総合  |
| 得点 | 3.96       | 3.20 | 3.20   | 3.40   | 3.28     | 3.00           | 20.04 |

## CDサッカー編

### ゲーム内容

#### ファミリーコンピュータ版からの変更点
主な概要については、PCサッカー編と共通である。HuCARDのPCサッカー編に対しては、CD-ROMでの先行発売という形になる。
- 対コンピュータ戦はFC版が12校なのに対し、CDサッカー編は全国大会の後日本代表として5ヵ国の代表チームと対戦するため、合計17戦を戦うことになる。
- PCエンジンの性能によりグラフィックが向上し、音声には声優が起用されている。
- SUPER CD-ROM²の性能上、ローディング時間が長く、頻繁にある。
- オリジナルのエンディングなどが追加された。また、シナリオ（対コンピュータ戦）のパスワードはCDサッカー編オリジナルの物である。

#### CDサッカー編オリジナルの相手チーム
第13試合（国際戦第1試合）：フランス代表…必殺技はぶよぶよシュート。ボールが膨張と圧縮を繰り返しながら、直線状に飛ぶ。ハーフタイム中はミロのビーナスをデッサンしている。
第14試合（国際戦第2試合）：ブラジル代表…必殺技はループシュート。『くにおくんのドッジボールだよ全員集合!』の「ループシュート」のような軌道で直進。ハーフタイム中はサンバを踊っている女性2名を見ながらメンバー全員がリズムを取っている。
第15試合（国際戦第3試合）：アルゼンチン代表…必殺技はアッパーシュート。ゴール直前で加速しながら上昇する。ハーフタイム中はバラをくわえたメンバー1名と女性がアルゼンチン・タンゴを踊る光景に合わせ、残りのメンバーが演奏している。
第16試合（国際戦第4試合）：イタリア代表…必殺技のホップシュートはボールが楕円状になり、いったんホップした後ゴールに突き刺さる高い威力のシュート。ハーフタイム中は食事だが、メンバー中5人がまだ食べている1人を残して眠ってしまう。
第17試合（国際戦最終試合）：ドイツ代表…必殺技はスネークシュート。まさの「アトツギシュート」以上にクネクネと蛇行する。ハーフタイム中はトレーニングだが、1名だけビールを飲みつつソーセージを食べている。

### 登場キャラクター
ナレーション
- 声 - 小林俊夫

くにお
- 声 - 佐藤浩之

みさこ
- 声 - 冬馬由美

たかし
- 声 - 太田真一郎

しんいち
- 声 - 真地勇志

ひろし
- 声 - 真地勇志

こうじ
- 声 - 太田真一郎

みつひろ
- 声 - 小林俊夫

すすむ
- 声 - 太田真一郎

あつし
- 声 - 真地勇志

まさ
- 声 - 小林俊夫

げんえい
- 声 - 真地勇志

マネージャー
- 声 - 角康昭

（協力：青二プロダクション）

### 他機種版
| No. | タイトル                            | 発売日        | 対応機種 | 開発元           | 発売元         | メディア                            | 型式 | 備考 |
| --- | ----------------------------------- | ------------- | -------- | ---------------- | -------------- | ----------------------------------- | ---- | ---- |
| 1   | 熱血高校ドッジボール部 CDサッカー編 | 2008年11月4日 | Wii      | テクノスジャパン | 加賀クリエイト | ダウンロード (バーチャルコンソール) | -    |      |

### スタッフ
- ビジュアル・プログラム：魔羅王松田（松田康）
- ゲーム・プログラム：宮串英明
- アドバイザー：三好弘二、中村直巳
- ゲーム・グラフィック：井伊誠
- ビジュアル・グラフィック：もうやらないよ Mちゃん、×××ましーん A子、チョルコフ揚、ぱつきん A氏、BLUE BIRD
- 音楽監督：西川浩史
- 広報：木村謙一
- スペシャル・サンクス：熊谷慎太郎、岸本良久、関本弘之
- 協力：橘田昌則、ブー中川、落合雄一、高岡義晴、田上稔治、酒井学、福田雅之、木村みかリン
- アシスタント・ディレクター：井上一彦
- ディレクター：豊嶋真人

### 評価
ゲーム誌『ファミコン通信』の「クロスレビュー」では合計21点（満40点）、『月刊PCエンジン』では75・85・75・80・80の平均79点（満100点）、『マル勝PCエンジン』では9・7・8・7の合計31点、『PC Engine FAN』の読者投票による「ゲーム通信簿」での評価は以下の通りとなっており、21.56点（満30点）となっている。 また、この得点はPCエンジン全ソフトの中で198位（485本中、1993年時点）となっている。同雑誌1993年10月号特別付録の「PCエンジンオールカタログ'93」では、「Huカード版との相違点は、日本を制覇すると海外遠征があること、BGMが強化されていることの2つだ」と紹介されている。
| 項目 | キャラクタ | 音楽 | 操作性 | 熱中度 | お買得度 | オリジナリティ | 総合  |
| 得点 | 3.92       | 3.72 | 3.56   | 3.68   | 3.28     | 3.40           | 21.56 |

## 続編・関連商品
- 熱血高校ドッジボール部 サッカー編（ファミリーコンピュータ）
- 熱血高校サッカー部 ワールドカップ編（ゲームボーイ）
- くにおくんの熱血サッカーリーグ（ファミリーコンピュータ）